# الإسلام والمورمونية

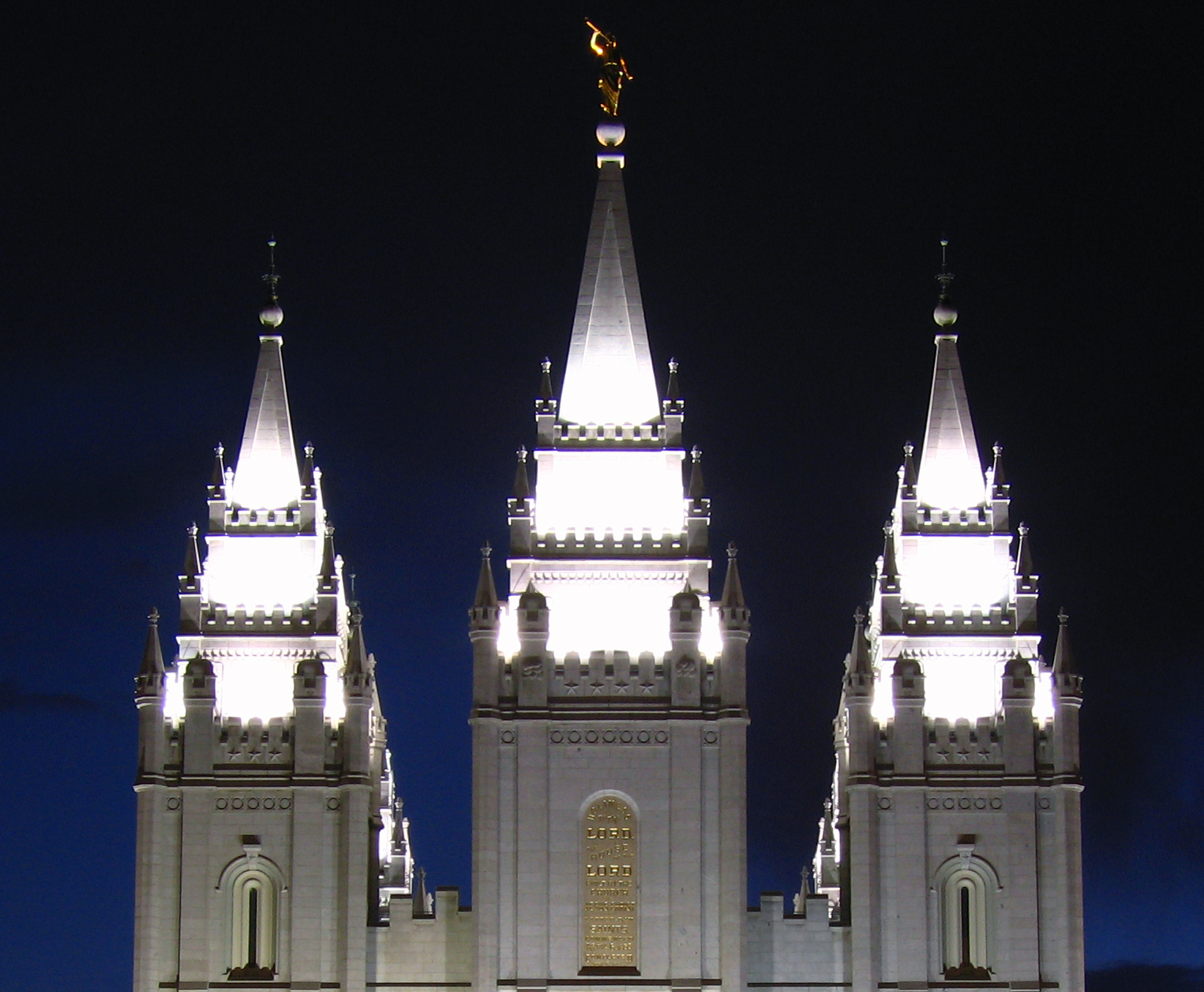
أعمدة معبد

الإسلام والمورمونية كثيرًا ما تم المقارنة بين المذهب المسيحي المورمونية والإسلام لوجود العديد من أوجه النظر المتشابهة. على سبيل المثال أشير إلى جوزيف سميث، مؤسس المورمونية، إليه باسم «محمد الحديث» من قبل صحيفة نيويورك هيرالد، بعد وقت قصير من مقتله في يونيو حزيران 1844. تكرر هذا النعت. المقارنة بين الأنبياء في المورمونية والإسلام لا تزال تحدث، وأحيانًا لأسباب مهينة أو جدلية ولكن أيضا لأغراض أكثر علميّة ومحايدة. في حين أن هناك العديد من أوجه الشبه بين المورمونية والإسلام هناك أيضًا اختلافات جوهرية كبيرة بين الديانتين. على المستوى التاريخي والاجتماعي تعتبر العلاقات بين المورمون والمسلمين ودية؛ وقد شهدت السنوات الأخيرة زيادة في الحوار بين أتباع المورمونية والإسلام، من خلال التعاون في المساعي الخيرية، وخاصَة في منطقة الشرق الأوسط.
الممارسات الشائعة للمورمون تشمل دفع العشور، الامتناع عن العلاقات الجنسية قبل الزواج، والمشاركة في قيادة الكنيسة، ولامتناع عن العمل يوم الأحد عندما يكون ذلك ممكنًا، أمسيات الأسرة في المنزل والتبشير. تـُحرّمُ كنيسة قديسي الأيام الأخيرة شرب الخمر، وغالبية أتباعها لا يشربون الشاي والقهوة وكل ما يحتوي على الكافيين، كما أنهم لا يدخنون السجائر. وبعض المتشددين من المورمن يمنعون النساء من لبس التنانير القصيرة وسراويل. تشجّع المورمونية على الروابط الأسرية وصلة الرحم وتعطيها مكانة خاصة ويظهر ذلك في تخصيص أمسية السبت والإثنين لِلَم شمل العائلة وعلى أيضًا على إنجاب البنين والأسر الكبيرة. فضلًا عن تشجيع حسن الضيافة والكرم. كما أن بعض هذه الممارسات تتشابه مع بعض الممارسات الشائعة بين عموم المسلمين مثل عدم شرب الخمر وإنجاب البنين وإنشاء الأسر الكبيرة.

## لمحة عامة
نشأ كل من الإسلام والمورمونية في سياق الفكر الديني الإبراهيمي التقليدي؛ تختلف المورمونية عن المسيحية الرائجة (المسيحية النيقية) بكونها ديانة غير ثالوثية. في حين يؤكد الإسلام على توحيد الله وأزليته وتفرده بصفاته، تؤكد المورمونية على أن الثالوث الإلهي مكون من ثلاث «كائنات» منفصلة، يُشار إلى كل منها باسم «الرب». إضافة إلى ذلك، تشير عقيدة التقدم الدائم للمورمونية إلى أن الرب كان بشرًا في وقت من الأوقات، وإلى أن البشر قد يصبحون آلهة بأنفسهم. يرفض الإسلام جميع هذه الأفكار ويعتبرها ضروبًا من الشرك، فهي معارضة تمامًا للوحي الوارد في القرآن وتعاليم الرسول الإسلامي محمد.
يؤمن كل من الإسلام والمورمونية بأن الدين المسيحي الذي أسسه المسيح في البداية كان دين حق، لكن المسيحية تحورت بعد ذلك لدرجة أبعدت إمكانية إعادتها إلى طريق الصواب من خلال الخطوات الإصلاحية فحسب. لهذا السبب ترى كل ديانة مؤسسها (محمد بالنسبة إلى المسلمين وجوزيف سميث بالنسبة إلى المورمونية) على أنه رسول بعثه الرب من أجل إعادة الإيمان بدين الحق.
مع ذلك، تختلف الديانتان في وجهتي نظرهما حول يسوع المسيح: ترى المورمونية أن يسوع هو المسيح المخلص الموعود وأنه ابن الله (بشكل مشابه لوجهة النظر المسيحية التقليدية). يتفق الإسلام معها في أن يسوع (الذي يدعوه القرآن باسم عيسى) هو المسيح بحد ذاته، لكنه يصر على أنه كان مجرد رجل فانٍ، وليس ابن الرب أو شخصًا ذا طبيعة إلهية. على الرغم من المعارضة الكبيرة من قبل العديد من الطوائف المسيحية الأخرى، تعتبر المورمونية نفسها طائفة مسيحية، وأنها «إعادة إحياء» المسيحية الأصلية. لا يعتبر الإسلام نفسه دينًا «مسيحيًا»؛ بل يؤكد على أن عيسى وجميع الأتباع المخلصين لتعاليم المسيح كانوا (ويعتبرون حتى الوقت الحاضر) مسلمين في الواقع -وهنا يُستخدم المصطلح بمعنى «مستسلمين لله»- وليس مسيحيين كما يُستخدم المصطلح اليوم.

### أوجه التشابه
تتضمن أوجه التشابه الأساسية بين المذهبين الإسلامي والمورموني -وليست مقتصرة على- هذه النقاط الأساسية:
- وجود رسول مؤسس تلقى زيارات من ملاك، وأدى هذا الوحي إلى نزول كتاب مقدس.[12]
- وجود منطقة جغرافية محددة مرتبطة تجمع المؤمنين (وهي شبه الجزيرة العربية في الإسلام، وولاية يوتاه الأمريكية في المورمونية).
- انقسام الدين إلى فرقتين على الأقل بعد موت الرسول المؤسس، تدعي إحداهما أن قيادة الدين يجب أن تستمر من خلال أبناء الرسول المؤسس وآل بيته، بينما ترفض الفرقة الأخرى هذه الفكرة.
- إعطاء مكانة مميزة للرسول المؤسس دون رفعه إلى مرتبة الألوهية.[13]
- الإيمان بأن عقيدتهم تمثل الديانة الحقيقية الأصلية التي اتبعها آدم، وتبعه فيها جميع أنبياء الحق من بعده.
- الإيمان بأن نص الإنجيل الموجود حاليًا هو نسخة محرفة عن الإنجيل الأصلي.
- التأكيد على الديانة المسيحية المعاصرة لا تتوافق مع التعاليم الدينية الأصلية ليسوع المسيح.[14]
- رفض بعض العقائد المسيحية الأساسية مثل الخطيئة الأصلية والثالوث المقدس.
- الإيمان بأن عقيدتهم تمثل الدين الحق المتكامل الوحيد على الأرض اليوم.
- التأكيد على أهمية العائلة، وأن العائلة هي الوحدة الأساسية في تأسيس الحياة الدينية ونقل القيم الدينية بين الأجيال.
- وجود مرجعيات وسلطات دينية مختارة دون معايير أكاديمية أو تدريب لاهوتي.[15]
- يؤمن كل من الإسلام والمورمونية -على الرغم من اختلاف الأسباب- بأن إبليس (لوسيفر في المورمونية) نُفي من رحمة الرب وأصبح الشيطان (ساتان).
- التأكيد على أن عقيدتهم تمثل أسلوب الحياة المثالي، وهي مسؤولة عن إدارة جميع تفاصيل الحياة.
- الإيمان بأن الأعمال الحسنة مساوية في أهميتها للإيمان في سبيل الخلاص.
- التأكيد على النشاط الخيري والتبرع ومساعدة المحتاجين.
- التأكيد على العفة، التي تشمل اللباس الساتر.
- الإيمان بأهمية الصيام لفترات محددة من الزمن.
- تحريم المشروبات الكحولية والمراهنة والممارسات الجنسية المثلية وثنائية الميل الجنسي.
- التركيز على أهمية التربية والتعليم، وذلك في المجالات الدينية والعلمانية.
- الإيمان بأن الزواج يمكن أن يستمر حتى في الحياة الآخرة، وذلك إن كان الزوجان مخلصين لدينهما.
- الإيمان بدرجات مختلفة من الثواب والعقاب في الحياة الآخرة اعتمادًا على أداء الشخص في حياته الدنيا.

- يسمح كل من الإسلام وبعض الطوائف المورمونية الصغيرة بالزواج المتعدد. يمكن للرجال المسلمين تعديد الزوجات حتى الأربع (على الرغم من أن الزواج من أربع نساء أمر شديد الندرة في العالم الإسلامي حاليًا)، في حين منع المورمون أتباع كنيسة يسوع المسيح لقديسي الأيام الأخيرة ومجتمع المسيح هذا الأمر منذ عام 1890؛ لكن المورمون على الرغم من ذلك مارسوا التعددية الزوجية منذ بداية كنيسة الأيام الأخيرة، وهي ما زالت مسموحة ومنتشرة في الطوائف المورمونية الأصولية. في الوقت الحالي، يتقيد أتباع المورمونية التقليدية بقوانين التعددية الزوجية، إذ يمكن تزويج الرجل في المعبد من أكثر من امرأة (بعد الطلاق أو موت الزوجة على سبيل المثال)، أما المرأة فلا يمكن تزويجها في المعبد إلا لرجل واحد، ويجب أن تتقدم إلى الكنيسة بطلب «طلاق كنسي» قبل إمكانية تزويجها من رجل آخر بعد موت زوجها الأول.

### الاختلافات
تشمل نقاط الاختلاف الجوهرية بين الإسلام والمورمونية -دون أن تكون مقتصرة على- النقاط التالية:
- تؤمن المورمونية بأن الله الآب يملك جسدًا من لحم ودم، كما أن له زوجة يدعوها أتباع كنيسة قديسي الأيام الأخيرة باسم «الأم السماوية» (على الرغم من أن وجهة النظر هذه غير مذكورة في النص المورموني الأصلي). يرفض الإسلام بشكل واضح جميع هذه الادعاءات.
- يؤمن المورمون بأن يسوع المسيح هو ابن الرب؛ يشار إليه بصفة «رب» بحد ذاته في دينهم. يرفض الإسلام هذه الفكرة، مؤمنًا بأن عيسى كان إنسانًا فانيًا اختاره الله رسولًا، وهو ليس مختلفًا عن موسى وإبراهيم ومحمد أو أي رسول آخر لله عبر التاريخ، باستثناء أنه رُفع إلى السماء مثل إيليا وإدريس.
- يصر الإسلام على أزلية الله؛ الذي خلق كل شيء في الكون من العدم. ترفض المورمونية هذه الفكرة، مصرة على أن المادة والذكاء أمران أزليان بشكل متساوٍ، وأن الرب «رتبهما» فقط، ولم ينشئ أيًا منهما من العدم.
- تؤمن المورمونية أن ساتان (الشيطان) كان «ابنًا روحيًا» للرب مدعوًا باسم لوسيفر (إبليس)، الذي تمرد على الرب بعد رفض خطته بسلب البشر إرادتهم الحرة. يرفض الإسلام ذلك، ذاكرًا أن إبليس من الجان، وقد رفض السجود لآدم عاصيًا بذلك أمر الله الذي طرده من رحمته، وبعد ذلك أصبح إبليس هو الشيطان.[16]
- يؤمن الإسلام بأن الملائكة كائنات خلقها الله من النور المقدس، وهي تفتقر إلى الإرادة الحرة وتخدم الله دون تردد. ترى المورمونية الملائكة كبشر بأشكال روحانية (قبل الولادة أو بعد الموت) أو كبشر مبعوثين من الموت (خالدين). يمكن اعتبار الأرواح البشرية التي تتبع ساتان بملائكة ساتان، لكن مصطلح «ملاك» يشير عمومًا إلى الملائكة التي تتبع الرب.[17]
- تؤمن المورمونية بأن على أتباعها أن يصبحوا «آلهة» في الحياة التالية، وذلك من خلال اتباع تعاليمها وتأدية بعض الطقوس الإلزامية، أما الإسلام فيرفض هذه الفكرة جملة وتفصيلًا.
- تؤمن المورمونية بأن المتزوجين قادرون على إنجاب أطفال جدد في الحياة بعد الموت، أما الإسلام فيرفض هذا المبدأ.[18]